# 波托切
波托切是保加利亞克爾賈利州傑貝勒市鎮的村落。
该村位於首都索菲亞东南210公里处。當地年平均气温13℃。最热的月份是8月，氣溫達25°C，最冷的月份為1 月，氣溫是是0°C。年平均降雨量为1,078毫米。最乾燥的月份是1月，降雨量为150毫米，最潮湿的月份是8月，降雨量为31 毫米。